# Anthony Perosh
Anthony Perosh (Sydney, 10 de maio de 1972) é um ex-lutador profissional das artes marciais mistas australiano, competindo na divisão dos Pesos Meio-Pesados do UFC. Ele começou seus treinamentos nas artes marcias mistas em 1994 com Paul Zadro. Em 1997, Anthony se mudou para Dallas, Texas, EUA, para treinar com Carlos Machado (Campeão Mundial de BJJ) por 2 1/2 anos. Em agosto de 2003, Carlos Machado graduou Anthony Perosh a faixa preta de BJJ. Hoje em dia ele é faixa preta de terceiro grau do Jiu-Jitsu Brasileiro e é um dos mais conhecidos e melhores lutadores de MMA da Austrália.
Em janeiro de 2016, aos 43 anos (12 como profissional), ele anunciou sua aposentadoria:
| “ | "Estou me aposentando do MMA. Tive uma longa carreira ao longo de 12 anos, 25 lutas, 15 vitórias, sendo cinco no UFC, todas antes do fim e três por mata-leão. Sempre entrei para acabar com a luta e estou orgulhoso por tudo que consegui. Tenho 43 anos e disse para mim mesmo que só me aposentaria quando não pudesse mais aguentar a rotina de treinamentos, ou perdesse mais do que ganhasse. Estou deixando o UFC com retrospecto de cinco vitórias e quatro derrotas." | ” |

## Cartel no MMA
| Cartel no MMA   |             |             |
| 25 lutas        | 15 vitórias | 10 derrotas |
| Por nocaute     | 5           | 7           |
| Por finalização | 10          | 0           |
| Por decisão     | 0           | 3           |

| Res.    | Cartel | Oponente           | Método                           | Evento                                      | Data       | Round | Tempo | Local                | Notas                              |
| ------- | ------ | ------------------ | -------------------------------- | ------------------------------------------- | ---------- | ----- | ----- | -------------------- | ---------------------------------- |
| Derrota | 15-10  | Gian Villante      | Nocaute (soco)                   | UFC 193: Rousey vs. Holm                    | 14/11/2015 | 1     | 2:56  | Melbourne            |                                    |
| Derrota | 15-9   | Sean O'Connell     | TKO (socos)                      | UFC Fight Night: Miocic vs. Hunt            | 09/05/2015 | 1     | 0:56  | Adelaide             |                                    |
| Vitória | 15-8   | Guto Inocente      | Finalização (mata leão)          | UFC Fight Night: Rockhold vs. Bisping       | 07/11/2014 | 1     | 3:46  | Sydney               |                                    |
| Derrota | 14–8   | Ryan Bader         | Decisão (unânime)                | UFC Fight Night: Hunt vs. Pezão             | 07/12/2013 | 3     | 5:00  | Brisbane, Queensland |                                    |
| Vitória | 14–7   | Vinny Magalhães    | Nocaute (socos)                  | UFC 163                                     | 03/08/2013 | 1     | 0:14  | Rio de Janeiro       | Knockout of the Night.             |
| Derrota | 13–7   | Ryan Jimmo         | Nocaute (soco)                   | UFC 149                                     | 21/07/2012 | 1     | 0:07  | Calgary, Alberta     |                                    |
| Vitória | 13–6   | Nick Penner        | TKO (socos)                      | UFC on FX: Alves vs. Kampmann               | 03/03/2012 | 1     | 4:59  | Sydney               |                                    |
| Vitória | 12–6   | Cyrille Diabaté    | Finalização (mata leão)          | UFC 138                                     | 05/11/2011 | 2     | 3:09  | Birmingham           |                                    |
| Vitória | 11–6   | Tom Blackledge     | Finalização (mata leão)          | UFC 127                                     | 27/02/2011 | 1     | 2:45  | Sydney               | Retornou aos Meio Pesados.         |
| Derrota | 10–6   | Mirko Filipović    | TKO (inter. médica)              | UFC 110                                     | 21/02/2010 | 2     | 5:00  | Sydney               | Luta nos Pesados.                  |
| Vitória | 10–5   | Kym Robinson       | TKO (socos)                      | Rize 3: Ascension                           | 08/11/2009 | 1     | N/A   | Brisbane             |                                    |
| Derrota | 9–5    | James Te-Huna      | Nocaute (socos)                  | CFC 10: Light Heavyweight Grand Prix Finals | 21/08/2009 | 1     | 2:21  | Sydney               | Final dos Meio Pesados.            |
| Vitória | 9–4    | David Frendin      | Finalização (joelhadas)          | CFC 9: Fighters Paradise                    | 11/07/2009 | 1     | 2:45  | Carrara              | Semifinal dos Meio Pesados.        |
| Vitória | 8–4    | Nate Carey         | TKO (socos)                      | CFC 8: Light Heavyweight Grand Prix         | 22/05/2009 | 1     | 4:16  | Sydney               | Quartas de Final dos Meio Pesados. |
| Vitória | 7–4    | Bryan Harper       | Finalização (mata leão)          | CFC 6: Eliminator                           | 08/11/2008 | 2     | 4:04  | Sydney               |                                    |
| Derrota | 6–4    | Moise Rimbon       | Nocaute (joelhada voadora)       | Cage Fighting Championships 3               | 15/02/2008 | 1     | 4:11  | Sydney               |                                    |
| Vitória | 6–3    | Carlo Lattore      | TKO (socos)                      | Cage Fighting Championships 2               | 23/11/2007 | 1     | 4:31  | Sydney               |                                    |
| Derrota | 5–3    | Christian Wellisch | Decisão (unânime)                | UFC 66                                      | 30/12/2006 | 3     | 5:00  | Las Vegas, Nevada    | Luta nos Pesados.                  |
| Derrota | 5–2    | Jeff Monson        | TKO (socos)                      | UFC 61                                      | 08/07/2006 | 1     | 2:42  | Las Vegas, Nevada    | Luta nos Pesados.                  |
| Vitória | 5–1    | Ross Dallow        | Finalização (mata leão)          | Warriors Realm 5                            | 25/02/2006 | 1     | 2:25  | Bokarina             |                                    |
| Vitória | 4–1    | Matt Foki          | Finalização (triângulo de braço) | Spartan Reality Fight 10                    | 31/07/2004 | 1     | 3:43  | Gold Coast           |                                    |
| Derrota | 3–1    | Sam Nest           | Decisão (unânime)                | Shooto Australia: NHB                       | 20/05/2004 | 3     | 5:00  | Melbourne            |                                    |
| Vitória | 3–0    | David Frendin      | Finalização (estrangulamento)    | Spartan Reality Fight 8                     | 29/11/2003 | 1     | 2:26  | Gold Coast           |                                    |
| Vitória | 2–0    | Mal Foki           | Finalização (socos)              | Spartan Reality Fight 8                     | 29/11/2003 | 1     | 3:31  | Gold Coast           |                                    |
| Vitória | 1–0    | Api Hemara         | Finalização (mata leão)          | Spartan Reality Fight 8                     | 29/11/2003 | 1     | 1:13  | Gold Coast           |                                    |